# Chinautla
Chinautla é uma cidade da Guatemala do departamento de Guatemala.